# Habitatge al carrer del Call, 4 (Vilalba dels Arcs)
L'Habitatge al carrer del Call, 4 és una edificació gòtica de Vilalba dels Arcs (Terra Alta) inclosa a l'Inventari del Patrimoni Arquitectònic de Catalunya.

## Descripció
Edifici construït, amb grans carreus de pedra, entre mitgeres que consta de planta, pis i golfes. Per accedir a l'immoble trobem una gran portalada de mig punt adovellada. Les altres obertures de la planta baixa són petites i tenen reixes. En alguns casos tenen motllures. Al primer pis hi ha dos balcons i una tribuna sobre la portalada, que no manté l'eix de simetria. A les golfes trobem finestres rectangulars amb llindes de fusta. A la façana es veuen antigues obertures avui tapiades.